# Master of Puppets
Master of Puppets é o terceiro álbum de estúdio da banda americana de heavy metal Metallica, lançado em 3 de março de 1986, pela Elektra Records. Gravado em Copenhague, Dinamarca, no Sweet Silence Studios com o produtor Flemming Rasmussen, é o último álbum da banda a contar com o baixista Cliff Burton. Durante a turnê de apoio ao Master of Puppets, ele morreu em 27 de setembro de 1986, depois que o autocarro de turnê da banda se envolveu em um acidente em Dörarp, Suécia.
A arte da capa do álbum, desenhada pelo Metallica e Peter Mensch e pintada por Don Brautigam, retrata um campo de cemitério de cruzes brancas amarradas a cordas, manipuladas por um par de mãos em um céu nublado vermelho-sangue, com um brilho laranja ardente no horizonte. O álbum é o mais recente da banda até o momento a apresentar um tempo de execução de menos de uma hora. Em vez de lançar um single ou vídeo antes do lançamento do álbum, o Metallica embarcou em uma turnê americana de cinco meses em apoio a Ozzy Osbourne. A etapa europeia foi cancelada após a morte de Burton em setembro de 1986, e a banda voltou para casa para fazer um teste com um novo baixista.
Master of Puppets alcançou a posição 29 na Billboard 200 e recebeu ampla aclamação da crítica, que elogiou sua música e letras políticas. É amplamente considerado um dos maiores e mais influentes álbuns de metal de todos os tempos, e é creditado por consolidar a cena thrash metal americana. Foi certificado seis vezes platina pela Recording Industry Association of America (RIAA) em 2003 por vender seis milhões de cópias nos Estados Unidos, e mais tarde foi certificado seis vezes platina pela Music Canada e platina pela British Phonographic Industry (BPI). Em 2015, Master of Puppets se tornou a primeira gravação de metal a ser selecionada pela Biblioteca do Congresso para preservação no National Recording Registry por ser "culturalmente, historicamente ou esteticamente significativa".

## Antecedentes e gravação
O álbum de estreia do Metallica em 1983, Kill 'Em All, lançou as bases para o thrash metal com sua musicalidade agressiva e letras vitriólicas. O álbum revitalizou a cena underground americana e inspirou discos semelhantes de contemporâneos. O segundo álbum da banda, Ride the Lightning, ampliou os limites do gênero com sua composição mais sofisticada e produção aprimorada. O álbum chamou a atenção do representante da Elektra Records, Michael Alago, que assinou com o grupo um contrato de oito álbuns no outono de 1984. A Elektra relançou Ride the Lightning em 19 de novembro, e a banda começou a fazer turnês em locais e festivais maiores ao longo de 1985. Depois de se separar do empresário Jon Zazula, o Metallica contratou os executivos da Q Prime, Cliff Burnstein e Peter Mensch. Durante o verão, a banda tocou no festival Monsters of Rock em Castle Donington, ao lado de Bon Jovi e Ratt para um público de 70.000.
O Metallica foi motivado a fazer um álbum que impressionasse os críticos e fãs, e começou a escrever novo material em meados de 1985. O vocalista e guitarrista base James Hetfield e o baterista Lars Ulrich foram os principais compositores do álbum, já intitulado Master of Puppets. Os dois desenvolveram ideias em uma garagem em El Cerrito, Califórnia, antes de convidar o baixista Cliff Burton e o guitarrista Kirk Hammett para os ensaios. Hetfield e Ulrich descreveram o processo de composição como começando com "riffs de guitarra, montados e remontados até que começassem a soar como uma música". Depois disso, a banda surgiu com um título e um tópico para a música, e Hetfield escreveu letras para combinar com o título. Master of Puppets é o primeiro álbum do Metallica a não apresentar contribuições de composição do ex-guitarrista Dave Mustaine. Mustaine afirmou que havia co-escrito "Leper Messiah", com base em uma música antiga chamada "The Hills Ran Red". A banda negou isso, mas afirmou que uma seção incorporou as ideias de Mustaine.

Quando vi dois garotos que trabalhavam lá em Londres usando camisetas de uma banda local de São Francisco, eu sabia que estava no caminho certo. Quando ouvi o disco deles, eu sabia que eles eram a única banda que poderia vender para o público do metal mainstream e underground.

— Cliff Burnstein, sobre a contratação do Metallica
A banda não estava satisfeita com a acústica dos estúdios americanos que eles consideraram, e decidiram gravar na Dinamarca, país natal de Ulrich. Ulrich teve aulas de bateria, e Hammett trabalhou com Joe Satriani para aprender a gravar de forma mais eficiente. Ulrich estava em negociações com o baixista e vocalista do Rush, Geddy Lee, para produzir o álbum, mas a colaboração nunca se materializou por causa de cronogramas descoordenados. O Metallica gravou o álbum com o produtor Flemming Rasmussen no Sweet Silence Studios em Copenhague, Dinamarca, de 1 de setembro a 27 de dezembro de 1985. A composição de todas as músicas, exceto "Orion" e "The Thing That Should Not Be", foi concluída antes da chegada da banda em Copenhague. Rasmussen afirmou que a banda trouxe demos bem preparadas das músicas, e apenas pequenas mudanças foram feitas nas composições no estúdio. A gravação demorou mais que o álbum anterior porque o Metallica havia desenvolvido um senso de perfeccionismo e tinha ambições maiores.
O Metallica evitou a produção e os sintetizadores habilidosos dos álbuns contemporâneos de hard rock e glam metal. Com a reputação de beber, a banda ficava sóbria nos dias de gravação. Hammett lembrou que o grupo estava "apenas fazendo outro álbum" na época e "não tinha ideia de que o disco teria uma influência tão ampla como a que teve". Ele também disse que o grupo estava "definitivamente no auge" na época e que o álbum tinha "o som de uma banda realmente se unindo, realmente aprendendo a trabalhar bem em conjunto".
Rasmussen e Metallica não conseguiram completar as mixtapes como planejado. Em vez disso, as gravações multitrack foram enviadas em janeiro de 1986 para Michael Wagener, que terminou a mixagem do álbum. A capa foi desenhada por Metallica e Peter Mensch e pintada por Don Brautigam. Ela retrata um campo de cemitério de cruzes brancas amarradas a cordas, manipuladas por um par de mãos em um céu vermelho-sangue. Ulrich explicou que a arte resumia o conteúdo lírico do álbum — pessoas sendo subconscientemente manipuladas. A arte original foi vendida no Rockefeller Plaza, na cidade de Nova Iorque por US$ 28.000 em 2008. A banda zombou dos adesivos de advertência promovidos pelo PMRC com um rótulo de Parental Advisory jocoso na capa: "A única faixa que você provavelmente não vai querer tocar é 'Damage, Inc.' devido ao uso múltiplo da infame palavra 'F'. Caso contrário, não há 'merdas', 'fodas', 'mijos', 'cunts', 'filhos da puta' ou 'chupadores de pica' em nenhum lugar deste disco".
O álbum foi gravado com o seguinte equipamento: as guitarras de Hammett eram uma Gibson Flying V de 1974, uma Jackson Randy Rhoads e uma cópia da Fernandes Stratocaster; Hetfield usou uma Jackson King V tocada através de um amplificador Mesa Boogie Mark IIC+ modificado como um pré-amplificador; Burton tocou uma Aria Pro II SB1000 através de cabeçotes e gabinetes de amplificador Mesa Boogie; Ulrich tocou equipamento de bateria Tama e pegou emprestada uma rara caixa Ludwig Black Beauty do baterista do Def Leppard, Rick Allen.

## Música e letras
Master of Puppets apresenta música dinâmica e arranjos densos. O Metallica apresentou uma abordagem e performance mais refinadas em comparação aos dois álbuns anteriores, com músicas multicamadas e destreza técnica. Este álbum e seu antecessor Ride the Lightning seguem uma sequência de faixas semelhante: ambos abrem com uma música acelerada com uma introdução acústica, seguida por uma longa faixa-título e uma quarta faixa com qualidades de balada. Embora ambos os álbuns sejam estruturados de forma semelhante, a musicalidade em Master of Puppets é mais poderosa e épica em escopo, com ritmos firmes e delicados solos de guitarra. De acordo com o escritor musical Joel McIver, Master of Puppets introduziu um novo nível de peso e complexidade no thrash metal, exibindo músicas atmosféricas e executadas com precisão. Os vocais de Hetfield amadureceram dos gritos roucos dos dois primeiros álbuns para um estilo mais profundo, controlado, mas agressivo.
As músicas exploram temas como controle e abuso de poder. As letras descrevem as consequências da alienação, opressão e sentimentos de impotência. O autor Ryan Moore pensou que as letras retratavam "forças de poder ameaçadoras, mas sem nome, exercendo controle total sobre seres humanos indefesos". As letras foram consideradas perceptivas e angustiantes, e foram elogiadas por serem honestas e socialmente conscientes pelo escritor Brock Helander. Referindo-se às proporções épicas das músicas, Eamonn Stack da BBC Music afirmou que "nessa fase de suas carreiras, o Metallica nem estava fazendo músicas, eles estavam contando histórias". As composições e arranjos se beneficiaram do treinamento clássico e da compreensão da harmonia do baixista Cliff Burton.

### Lado um
"Battery" refere-se à violência raivosa, como no termo "assault and batter". Alguns críticos argumentaram que o título na verdade se refere a uma bateria de artilharia e o interpretaram como "Hetfield [cantando] uma tática de guerra como o agressor" personificando a destruição. A música começa com violões acústicos pesados de baixo que se desenvolvem em camadas multitrack até serem unidos por uma parede sonora de guitarras elétricas distorcidas. Em seguida, ele se transforma em riffs rápidos e agressivos, apresentando ritmos fora do ritmo e díades menores fortemente distorcidas, onde acordes de potência de quinta raiz podem ser esperados. Hetfield improvisou o riff enquanto relaxava em Londres.
"Master of Puppets" consiste em vários riffs com compassos ímpares e uma seção intermediária bem escolhida com solo melódico. A música compartilha uma estrutura semelhante com "The Four Horsemen" do primeiro álbum da banda: dois conjuntos de versos e refrões levam a um longo interlúdio para outro conjunto de versos e refrões. As seções de abertura e pré-verso apresentam riffs cromáticos rápidos e dedilhados em torno de 212 batidas por minuto, principalmente 4
4 do tempo. Cada quarta barra de cada verso e o final são interrompidos por mais de um tempo; a assinatura de tempo dessas barras é frequentemente analisada de forma idealista como sendo 5
8, mas é executado com um atraso após a terceira batida, tornando-o mais próximo de 21
32(4+4+5+4+4
32). Um longo interlúdio segue o segundo refrão, começando com uma seção limpa e arpejada sobre a qual Hetfield contribui com um solo melódico; o riff se torna distorcido e progressivamente mais pesado e Hammett fornece um solo mais virtuoso antes que a música finalmente retorne ao verso principal. Um riff de "Andy Warhol" de David Bowie (em 0:48) é citado na faixa (em 6:19). É uma homenagem feita por Burton e Hammett, para quem Bowie foi uma grande influência. A música termina com um fade-out de risadas sinistras. O tema lírico é o vício em cocaína.
"The Thing That Should Not Be" foi inspirada no Cthulhu Mythos criado pelo famoso escritor de terror HP Lovecraft, com notáveis referências diretas a The Shadow over Innsmouth e ao próprio Cthulhu, que é o assunto do refrão da música. É considerada a faixa mais pesada do álbum, com o riff principal emulando uma fera se arrastando para o mar. As guitarras influenciadas pelo Black Sabbath são afinadas para baixo, criando um ambiente lento e temperamental.
"Welcome Home (Sanitarium)" foi baseada no romance One Flew Over the Cuckoo's Nest de Ken Kesey e transmite os pensamentos de um paciente injustamente enjaulado em uma instituição mental. A música abre com uma seção de cordas simples e harmônicas limpas. O riff principal limpo e arpejado é tocado em alternância 4
4 e 6
4 assinaturas de tempo. A música é estruturada com guitarras limpas e sombrias alternadas nos versos e riffs pesados distorcidos nos refrões, desdobrando-se em um final agressivo. Essa estrutura segue um padrão de baladas poderosas que o Metallica definiu com "Fade to Black" em Ride the Lightning e seguiria com "One" em ...And Justice for All e mais tarde "The Day That Never Comes" em Death Magnetic.

### Lado dois
"Disposable Heroes" é uma canção anti-guerra sobre um jovem soldado cujo destino é controlado por seus superiores. Com seções executadas a 220 batidas por minuto, é uma das faixas mais intensas do disco. A passagem de violão no final de cada verso foi a imitação de Hammett do tipo de música que ele encontrava em filmes de guerra.
O riff sincopado de "Leper Messiah" desafia a hipocrisia do televangelismo que surgiu na década de 1980. A música descreve como as pessoas são voluntariamente transformadas em seguidores religiosos cegos que fazem sem pensar o que lhes é dito. O riff de 136 batidas por minuto em andamento médio dos versos culmina em um riff cromático descendente no refrão; aumenta para 184 batidas galopantes por minuto para a seção do meio que culmina em um grito distorcido de "Lie!". O título deriva da letra da música de David Bowie "Ziggy Stardust".
"Orion" é um instrumental multipart que destaca o baixo de Burton. Ele abre com uma seção de baixo fade-in, fortemente processada para se assemelhar a uma orquestra. Ele continua com riffs de andamento médio, seguidos por um riff de baixo em meio andamento. O andamento acelera durante a última parte e termina com a música desaparecendo. Burton arranjou a seção do meio, que apresenta sua linha de baixo temperamental e harmonias de guitarra multipartes.
"Damage, Inc." fala sobre violência sem sentido e represálias contra um alvo não especificado. Começa com uma série de acordes de baixo invertidos baseados no prelúdio coral de "Come, Sweet Death" de Bach. A música então salta para um ritmo rápido com um riff de pedal-point em E que Hammett diz ter sido influenciado pelo Deep Purple.

## Recepção
| Críticas profissionais             | Críticas profissionais |
| Pontuações agregadas               | Pontuações agregadas   |
| Fonte                              | Avaliação              |
| ---------------------------------- | ---------------------- |
| Metacritic                         | 95/100                 |
| Avaliações da crítica              |                        |
| Fonte                              | Avaliação              |
| AllMusic                           | [ 21 ]                 |
| Chicago Tribune                    | [ 34 ]                 |
| Christgau's Record Guide: The '80s | B−                     |
| Collector's Guide to Heavy Metal   | 10/10                  |
| The Encyclopedia of Popular Music  | [ 37 ]                 |
| The Great Rock Discography         | 9/10                   |
| Kerrang!                           | [ 5 ]                  |
| MusicHound Rock                    | [ 39 ]                 |
| Pitchfork                          | 10/10                  |
| The Rolling Stone Album Guide      | [ 41 ]                 |

Master of Puppets foi aclamado como uma obra-prima por críticos fora do público do thrash metal e citado por alguns como o melhor álbum do gênero. Em uma crítica contemporânea, Tim Holmes da Rolling Stone afirmou que a banda havia redefinido o heavy metal com a habilidade técnica e sutileza demonstradas no álbum, que ele descreveu como "o som da paranoia global". A Kerrang! escreveu que Master of Puppets "finalmente colocou o Metallica nas grandes ligas onde eles pertencem". O editor Tom King disse que o Metallica estava em um "pico incrível de composição" durante as sessões de gravação, em parte porque Burton contribuiu para a composição. Em contraste, o juiz I-Rankin da Spin ficou desapontado com o álbum e disse que, embora a produção seja excepcional e a experimentação do Metallica seja louvável, ele evita a abordagem menos "intelectual" de Kill 'Em All por uma direção inspirada no MDC que é inconsistente.
Em uma revisão retrospectiva, Steve Huey, da AllMusic, viu Master of Puppets como o melhor álbum do Metallica e observou que, embora não tenha sido tão inesperado quanto Ride the Lightning, é um álbum mais consistente musicalmente e tematicamente. Greg Kot, do Chicago Tribune, disse que as músicas eram as mais intensas da banda naquele momento e se voltam para "a tendência progressiva do Rush". Adrien Begrand, do PopMatters, elogiou a produção como "uma versão metal de Wall of Sound de Phil Spector" e acreditava que nenhum dos álbuns subsequentes do Metallica poderia igualar sua qualidade musical apaixonada e intensa. Eamonn Stack, da BBC Music, chamou o álbum de "duro, rápido, rock com substância" e comparou as músicas a histórias de "proporções bíblicas". O jornalista canadense Martin Popoff comparou o álbum a Ride the Lightning e descobriu que Master of Puppets não era um remake, embora fosse semelhante em "poder e efeito incríveis". Robert Christgau foi mais crítico. Escrevendo no Christgau's Record Guide: The '80s (1990), ele disse que a energia e as motivações políticas da banda são respeitáveis, mas a música evoca imagens clichês de "heróis revolucionários" que são "machistas inexperientes demais para saber melhor".
Lançado em 3 de março de 1986, o álbum teve uma corrida de 72 semanas nas paradas de álbuns da Billboard 200 e rendeu à banda sua primeira certificação de ouro. O álbum estreou em 29 de março na posição 128 e atingiu o pico na posição 29 na parada da Billboard 200. A Billboard relatou que 300.000 cópias foram vendidas em suas primeiras três semanas. Mais de 500.000 cópias foram vendidas em seu primeiro ano, mesmo com praticamente nenhuma transmissão de rádio e nenhum videoclipe. Em 2003, Master of Puppets foi certificado 6× platina pela Recording Industry Association of America (RIAA), com seis milhões de cópias enviadas nos Estados Unidos. Entre o início da era Nielsen SoundScan em 1991 e 2023, 7.980.000 cópias foram vendidas. O álbum teve menos sucesso em nível internacional, apesar de entrar no top 5 nas paradas finlandesas e no top 40 nas paradas alemãs e suíças em seu ano inaugural. Em 2004, atingiu o pico no top 15 na Suécia. Em 2008, o álbum alcançou o top 40 nas paradas australianas e norueguesas. Recebeu a certificação de platina 6× da Music Canada e uma certificação de ouro da British Phonographic Industry (BPI) para remessas de 600.000 e 100.000 cópias, respectivamente.
O baixista Robert Trujillo citou Master of Puppets como seu álbum favorito, "Eu sinto que Master of Puppets tem um pouco de tudo. Ele tem instrumentais, tem ótimas sequências, ótimos riffs. Ele tem uma das minhas músicas favoritas do Metallica, e essa música é "Disposable Heroes". Então, sempre que eu puder ouvir essa música em particular, conte comigo. "Battery" é uma música incrível. Então, ele tem tudo o que eu amo no Metallica."

## Legado
Master of Puppets apareceu em listas de melhores álbuns de várias publicações. Foi classificado como número 167 na lista dos 500 Maiores Álbuns de Todos os Tempos da Rolling Stone, mantendo a classificação em uma lista revisada de 2012, e atualizando para o número 97 em uma lista revisada de 2020. A revista também o classificaria mais tarde em segundo lugar em sua lista de 2017 dos "100 Maiores Álbuns de Metal de Todos os Tempos", atrás de Paranoid do Black Sabbath. A Time incluiu o álbum em sua lista dos 100 melhores álbuns de todos os tempos. De acordo com Josh Tyrangiel da revista, Master of Puppets reforçou a velocidade de tocar no heavy metal e diminuiu alguns de seus clichês. A revista Slant colocou o álbum na posição 90 em sua lista dos melhores álbuns da década de 1980, dizendo que Master of Puppets é a melhor e mais sincera gravação do Metallica. O álbum é destaque no livro de Robert Dimery 1001 Albums You Must Hear Before You Die. A IGN nomeou Master of Puppets o melhor álbum de heavy metal de todos os tempos. O site afirmou que foi o melhor do Metallica porque "construiu e aperfeiçoou tudo o que eles haviam experimentado antes" e que "todas as peças se juntam em gloriosa coesão". O jornalista musical Martin Popoff também o classificou como o melhor álbum de heavy metal. A Rock Hard classificou o álbum como o segundo maior álbum de rock e metal de todos os tempos, atrás de Back in Black do AC/DC. O álbum foi eleito o quarto melhor álbum de guitarra de todos os tempos pela Guitar World em 2006, e a faixa-título ficou em 61º lugar na lista da revista dos 100 melhores solos de guitarra. A Total Guitar classificou o riff principal da faixa-título em 7º lugar entre os 20 melhores riffs de guitarra. A edição de abril de 2006 da Kerrang! foi dedicada ao álbum e deu aos leitores o álbum de covers Master of Puppets: Remastered.
Master of Puppets se tornou o primeiro álbum de platina do thrash metal e no início dos anos 1990 o thrash metal desafiou e redefiniu com sucesso o mainstream do heavy metal. O Metallica e algumas outras bandas foram atrações principais de shows em arenas e apareceram regularmente na MTV, embora a execução no rádio permanecesse desproporcional à sua popularidade. Master of Puppets é amplamente aceito como o álbum mais bem-sucedido do gênero e abriu caminho para o desenvolvimento subsequente. O álbum, nas palavras do escritor Christopher Knowles, "arrancou o Metallica do underground e os colocou no topo da montanha do metal". David Hayter do Guitar Planet reconheceu o álbum como um dos discos mais influentes já feitos e uma referência pela qual outros álbuns de metal devem ser julgados. Kyle Anderson da MTV teve pensamentos semelhantes, dizendo que 25 anos após seu lançamento o álbum permaneceu um "clássico frio como pedra". Carlos Ramirez do Noisecreep acredita que Master of Puppets se destaca como um dos álbuns mais representativos do gênero.
O ano de 1986 é visto como um ano de auge para o thrash metal, no qual o gênero saiu do underground devido a álbuns como Peace Sells... but Who's Buying? do Megadeth e Reign in Blood do Slayer. O Anthrax lançou Among the Living em 1987 e, no final do ano, essas bandas, ao lado do Metallica, estavam sendo chamadas de "Big Four" do thrash metal. Master of Puppets frequentemente lidera as pesquisas de críticos e fãs sobre os álbuns favoritos de thrash metal. As histórias da banda tendem a posicionar Ride the Lightning, Master of Puppets e ...And Justice for All como uma trilogia ao longo da qual a música da banda amadureceu progressivamente e se tornou mais sofisticada. Em 2015, o álbum foi considerado "culturalmente, historicamente ou esteticamente significativo" pela Biblioteca do Congresso e foi selecionado para preservação no National Recording Registry.
A faixa-título também foi apresentada no final da quarta temporada da série Stranger Things da Netflix, quando o personagem Eddie Munson toca a música na dimensão Upside Down para afastar os monstros da dimensão de seus amigos. Kelly McClure do Salon compara a popularidade recém-descoberta da música com "Running Up That Hill" de Kate Bush, outra música apresentada na quarta temporada do programa. A aparição da música em Stranger Things viu a música ressurgir nas paradas do Spotify, atrás de "Running Up That Hill", e a banda declarou nas redes sociais que "É uma honra incrível ser uma parte tão grande da jornada de Eddie e mais uma vez fazer companhia a todos os artistas incríveis apresentados no programa."

## Turnês e morte de Burton
O Metallica optou por uma extensa turnê em vez de lançar um single ou vídeo para promover o álbum. A Damage, Inc. Tour começou em março de 1986, e a banda passou de março a agosto em turnê como banda de abertura de Ozzy Osbourne nos Estados Unidos, a primeira turnê que o Metallica fez para públicos de arena. Durante as verificações de som, o grupo tocou riffs da banda anterior de Osbourne, Black Sabbath, que Osbourne percebeu como zombaria. Ulrich, no entanto, afirmou que o Metallica estava honrado em tocar com Osbourne, que tratou bem a banda na turnê. O Metallica foi notado pela mídia por seu hábito excessivo de beber durante a turnê e ganhou o apelido de "Alcoholica". Os membros da banda ocasionalmente até usavam camisetas satíricas com os dizeres "Alcoholica/Drank 'Em All".
A banda geralmente tocava um set de 45 minutos, geralmente seguido por um bis. De acordo com Ulrich, o público nas cidades maiores já estava familiarizado com a música do Metallica, ao contrário das cidades menores que eles visitaram. "Nos mercados B, as pessoas realmente não sabem do que se trata. Mas depois de 45 ou 50 minutos, podemos dizer que os conquistamos. E os fãs que vêm ouvir Ozzy vão para casa gostando do Metallica." O Metallica conquistou os fãs de Osbourne e lentamente começou a estabelecer um público mainstream. Hetfield quebrou o pulso em um acidente de skate no meio da turnê, e o técnico de guitarra John Marshall tocou guitarra base em várias datas.
A parte europeia da turnê começou em setembro, com o Anthrax como banda de apoio. Na manhã seguinte a uma apresentação em 26 de setembro em Estocolmo, o ônibus da banda saiu da estrada e Burton foi jogado pela janela e morreu instantaneamente. O motorista alegou que bateu em um pedaço de gelo negro, mas outros acreditavam que ele estava bêbado ou adormeceu ao volante. O motorista foi acusado de homicídio culposo, mas não foi condenado. A banda retornou a São Francisco e contratou o baixista do Flotsam and Jetsam, Jason Newsted, para substituir Burton. Muitas das músicas que apareceram no próximo álbum da banda, ...And Justice for All, foram compostas durante a carreira de Burton com a banda.

### Apresentações ao vivo posteriores

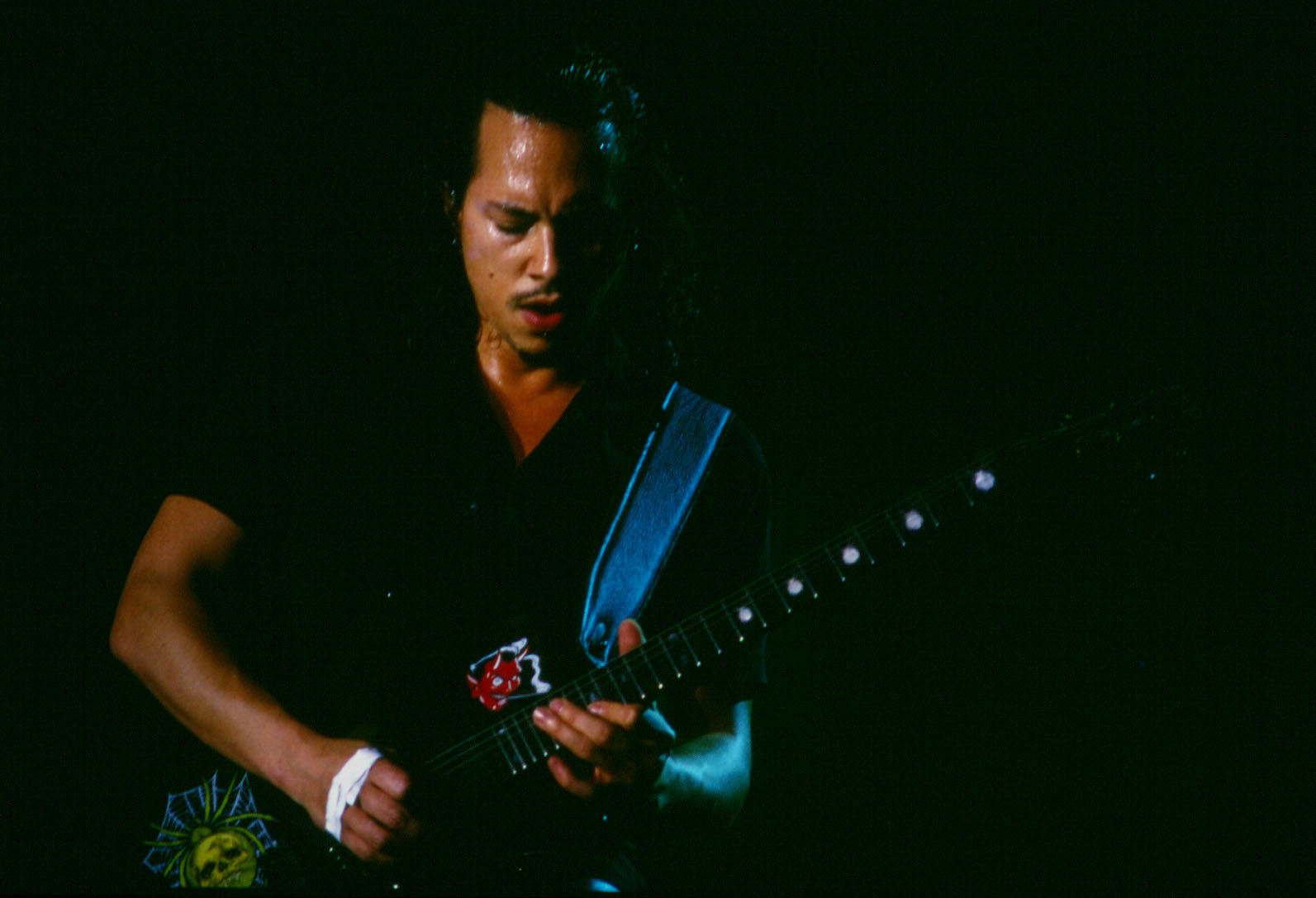
Kirk executando o solo de "Master of Puppets" no final da década de 1990

Todas as músicas foram tocadas ao vivo, e algumas se tornaram características permanentes do setlist. Quatro faixas foram apresentadas no set list de nove músicas para a turnê promocional do álbum: "Battery" como abertura, "Master of Puppets", "Welcome Home (Sanitarium)" e "Damage, Inc.". A faixa-título, que foi lançada como single na França, se tornou um grampo ao vivo e a música mais tocada do Metallica. Chad Childers do Loudwire caracterizou a performance da banda como "furiosa" e a música como o destaque do set. A Rolling Stone descreveu a performance ao vivo como "um clássico em toda a sua glória de oito minutos". Durante as filmagens de seu filme 3D Metallica: Through the Never (2013) na Rogers Arena em Vancouver, cruzes estavam subindo do palco durante a música, uma reminiscência da arte da capa do álbum.
"Welcome Home (Sanitarium)" é a segunda música mais tocada do álbum. A apresentação ao vivo é frequentemente acompanhada por lasers, efeitos pirotécnicos e telas de cinema. "Battery" é geralmente tocada no início do setlist ou durante o bis, acompanhada por lasers e plumas de chamas. "Disposable Heroes" é apresentada no álbum de vídeo Orgulho, Paixão e Glória: Três Noites na Cidade do México (2009) filmado na Cidade do México, no qual a música foi tocada na segunda de três noites no Foro Sol. "Orion" é a música menos tocada do álbum. Sua primeira apresentação ao vivo foi durante a turnê Escape from the Studio '06, quando a banda tocou o álbum na íntegra, homenageando o 20º aniversário de seu lançamento. A banda tocou o álbum no meio do set. "Battery", "Welcome Home (Sanitarium)", "Damage, Inc." e o álbum completo "Master of Puppets" foram revividos para os shows da banda em 1997 e 1998, depois de terem sido aposentados por vários anos.

## Faixas

### Lançamento original
Todas as letras escritas por James Hetfield. As faixas bônus no relançamento digital foram gravadas ao vivo no Seattle Coliseum, Seattle, Washington, em 29 e 30 de agosto de 1989, e também apareceram no álbum ao vivo Live Shit: Binge & Purge (1993).
| Lado um |                                |         |  |
| N.º     | Título                         | Duração |  |
| 1.      | "Battery"                      | 5:13    |  |
| 2.      | "Master of Puppets"            | 8:36    |  |
| 3.      | "The Thing That Should Not Be" | 6:37    |  |
| 4.      | "Welcome Home (Sanitarium)"    | 6:28    |  |

| Lado dois      |                        |         |  |
| N.º            | Título                 | Duração |  |
| 1.             | "Disposable Heroes"    | 8:17    |  |
| 2.             | "Leper Messiah"        | 5:40    |  |
| 3.             | "Orion (Instrumental)" | 8:28    |  |
| 4.             | "Damage, Inc."         | 5:33    |  |
| Duração total: | Duração total:         | 54:52   |  |

| Faixas bônus (reedição digital) |                                          |         |  |
| N.º                             | Título                                   | Duração |  |
| 1.                              | "Battery (ao vivo)"                      | 4:53    |  |
| 2.                              | "The Thing That Should Not Be (ao vivo)" | 7:02    |  |
| Duração total:                  | Duração total:                           | 66:42   |  |

### Conjunto de caixa deluxe de 2017
Em 2017, o álbum foi remasterizado e relançado em uma caixa deluxe de edição limitada com uma lista de faixas expandida e conteúdo bônus. O conjunto da edição deluxe inclui o álbum original em vinil e CD, com dois discos de vinil adicionais contendo uma gravação ao vivo de Chicago; nove CDs de entrevistas, mixagens brutas, gravações demo, outtakes e gravações ao vivo gravadas de 1985 a 1987; uma fita cassete de uma gravação de fã do show ao vivo do Metallica em setembro de 1986 em Estocolmo, que foi a apresentação final de Cliff Burton antes de sua morte; e dois DVDs de entrevistas e gravações ao vivo gravadas em 1986.

## Créditos
Os créditos são adaptados das notas do encarte do álbum.

#### Metallica
- James Hetfield – vocais, guitarra rítmica, primeiro solo de guitarra "Master of Puppets", segundo em "Orion"
- Lars Ulrich – bateria, percussão
- Kirk Hammett – guitarra principal
- Cliff Burton – baixo, backing vocals

Produção
- Metallica – producão
- Flemming Rasmussen – producão, engenheiro de áudio
- Andy Wroblewski – engenheiro assistente
- Michael Wagener – mixagem
- Mark Wilzcak – engenheiro assistente de mixagem
- George Marino – masterização, remasterização no relançamento de 1995
- Howie Weinberg, Gentry Studer – remasterização de 2017

Arte da capa
- Metallica, Peter Mensch – conceito da capa
- Don Brautigam – ilustração da capa
- Ross Halfin – fotos da capa interna
- Rich Likong, Ross Halfin, Rob Ellis – fotos da contracapa

Reedição digital de faixas bônus
- Jason Newsted – baixo, backing vocals
- Mike Gillies – mixagem

## Desempenho nas tabelas musicais

### Tabelas semanais
| Tabela (1986–2024)                               | Posição |
| ------------------------------------------------ | ------- |
| Austrália (ARIA)                                 | 33      |
| Áustria (Ö3 Austria Top 40)                      | 10      |
| Bélgica (Ultratop Flandres)                      | 94      |
| Canadá (Billboard)                               | 28      |
| Álbuns canadenses (RPM)                          | 52      |
| Países Baixos (Dutch Charts)                     | 17      |
| Álbuns finlandeses (The Official Finnish Charts) | 5       |
| França (SNEP)                                    | 111     |
| Alemanha (Offizielle Deutsche Charts)            | 4       |
| Hungria (MAHASZ)                                 | 24      |
| Irlanda (IRMA)                                   | 42      |
| Itália (FIMI)                                    | 65      |
| Japão (Oricon)                                   | 87      |
| Nova Zelândia (RMNZ)                             | 33      |
| Noruega (VG-lista)                               | 30      |
| Polónia (ZPAV)                                   | 3       |
| Portugal (AFP)                                   | 8       |
| Escócia (Official Scottish Albums)               | 26      |
| Espanha (PROMUSICAE)                             | 26      |
| Suécia (Sverigetopplistan)                       | 14      |
| Suíça (Schweizer Hitparade)                      | 17      |
| Reino Unido (Official Albums Chart)              | 41      |
| Estados Unidos (Billboard 200)                   | 29      |
| Estados Unidos (Top Rock Albums)                 | 7       |

## Certificações
| País           | Certificação                         | Vendas     |
| -------------- | ------------------------------------ | ---------- |
| Austrália      | 3× Platina - ARIA[carece de fontes?] | 150 000+   |
| Estados Unidos | 6× Platina - RIAA                    | 6 812 000+ |
| Canadá         | 6× Platina - Music Canada            | 500 000+   |
| Finlândia      | Platina - IFPI Finlândia             | 57 647+    |